# میتروباتس

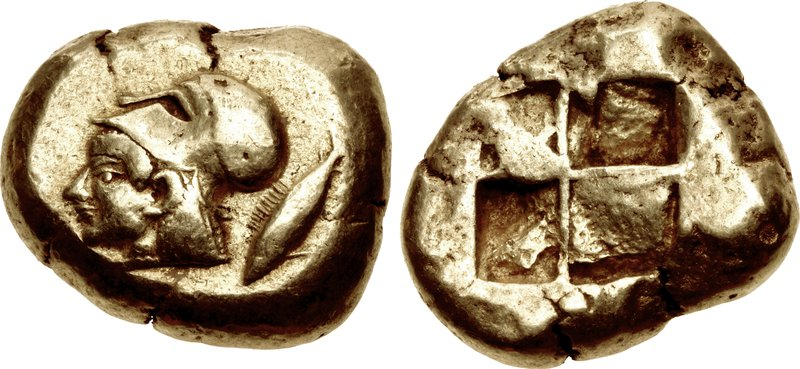
ضرب سکه فریگیه هلسپونت در زمان میتروباتس، سیزیک ، میزیا. حدود ۵۵۰-۵۰۰ پیش از میلاد

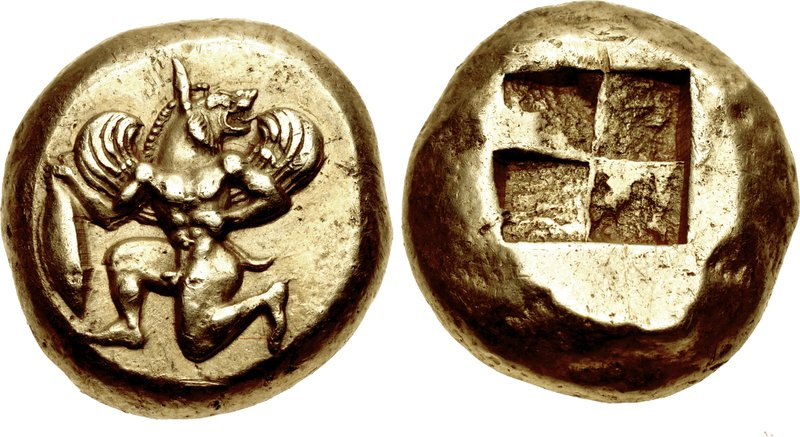
ضرب سکه فریگیه هلسپونت در زمان میتروباتس، سیزیک ، میزیا. حدود ۵۵۰-۵۰۰ پیش از میلاد

میتروباتس (فارسی باستان:Miθrapātaʰ)، (به یونانی: Μιτροβάτης); (fl.c. ۵۲۵ - ۵۲۰ پیش از میلاد) یکی از خاندان هخامنشی و ساتراپ فریگیه هلسپونت (به پایتختی داسکیلیون) در زمان کوروش بزرگ (که او را برای این نقش انتخاب کرد) و کمبوجیه دوم بود. پس از مرگ کمبوجیه، و در طول مبارزات جانشینی پس از آن، گفته می‌شود که او به همراه پسرش کرناسپس توسط ساتراپ همسایه لیدیا، به نام اوروئتس، که میخواست قلمروهای آناتولی خود را گسترش دهد، ترور شد. پس از این ترور، اوروئتس قلمرو فریگیه هلسپونت را به قلمروی خود اضافه کرد.

## دودمان فارناکیان
حکمرانان سلسله محلی فارناک و زمان خدمتشان به ترتیب حکومت آنها عبارتند از:
- فارناک یکم (۵۵۰–۴۹۷ پیش از میلاد)
- آرتاباز یکم (فریگیه) (۴۸۰–۴۵۵ پیش از میلاد)
- فارناباز یکم (۴۵۵–۴۳۰ پیش از میلاد)
- فارناک دوم (۴۳۰–۴۲۲ پیش از میلاد)
- فارناباز دوم (۴۲۲–۳۸۷ پیش از میلاد)
- آریوبرزن (۴۰۷–۳۶۲ پیش از میلاد)
- آرتاباز دوم (۳۸۹–۳۲۹ پیش از میلاد)
- فارناباز سوم (۳۷۰–۳۲۰ پیش از میلاد)
- آرسیتس (- پیش از میلاد) آخرین ساتراپ ایرانی فریگیه هلسپونت